# South Ziebach (Dakota del Sur)
South Ziebach es un territorio no organizado ubicado en el condado de Ziebach en el estado estadounidense de Dakota del Sur. En el Censo de 2010 tenía una población de 989 habitantes y una densidad poblacional de 0,32 personas por km².

## Geografía
South Ziebach se encuentra ubicado en las coordenadas 44°47′38″N 101°36′28″O / 44.79389, -101.60778. Según la Oficina del Censo de los Estados Unidos, South Ziebach tiene una superficie total de 3068.88 km², de la cual 3049.98 km² corresponden a tierra firme y (0.62%) 18.89 km² es agua.

## Demografía
Según el censo de 2010, había 989 personas residiendo en South Ziebach. La densidad de población era de 0,32 hab./km². De los 989 habitantes, South Ziebach estaba compuesto por el 20.02% blancos, el 0.2% eran afroamericanos, el 75.23% eran amerindios, el 0.1% eran asiáticos, el 0% eran isleños del Pacífico, el 0% eran de otras razas y el 4.45% pertenecían a dos o más razas. Del total de la población el 2.63% eran hispanos o latinos de cualquier raza.